# Valdearenas
Valdearenas és un municipi de la província de Guadalajara, a la comunitat autònoma de Castella-La Manxa. Limita al nord i a l'oest amb Hita, a l'est amb Muduex i al sud amb Trijueque.